# Jaroslav Plašil
Jaroslav Plašil (Opočno, 1982. január 5. –) cseh válogatott labdarúgó.

## Pályafutása

### Klubcsapatokban

#### Korai
Plašil 18 évesen az AS Monaco csapatához írt alá. Az első két évben csak 8 mérkőzésen játszott, így a Créteil csapatához kölcsönadták a Ligue 2-be. Megfelelő teljesítménye miatt a 2003-as szezon elején visszatérhetett Monacóba. A 2003–2004-es szezonban gólt szerzett a Bajnokok Ligájában a Deportivo elleni 8–3-as mérkőzésen.

#### Osasuna
2007. augusztus 25-én négyéves szerződést írt alá az Osasuna csapatával. Sajtóhírek szerint a spanyol csapat 2,25 millió eurót fizetett a játékjogáért, illetve azért érkezett, hogy a sérült Dzsavád Nekunámot helyettesítse.
Szeptember 16-án debütált a Barcelona elleni bajnoki mérkőzésen, a 71. percben csereként váltotta Javier Portillot. Első bajnoki gólját december 2-án szerezte a Deportivo de La Coruña elleni 2–1-es győzelem alkalmával. Három nappal később megszerezte első gólját hazai pályán a Sevilla elleni 1–1-es döntetlennel végződő mérkőzésen. Összesen 35 mérkőzésen lépett pályára az idényben, és négy gólt szerzett, az utolsót a rivális Real Zaragoza elleni győzelem alkalmával szerezte 2008. február 10-én, az első félidő hosszabbításában.
2008. október 5-én a Racing de Santander elleni 1–0-s hazai vereség első félidejében Ezequiel Garay lövése után kezezésért kiállították, ugyanakkor az ezután következő büntetőt Garay kihagyta. Összesen 32 mérkőzésen négy góllal fejezte be az idényt, az utolsó gólját 2009. május 31-én a Real Madrid elleni 2–1-es hazai győzelem alkalmával szerezte.

#### Bordeaux

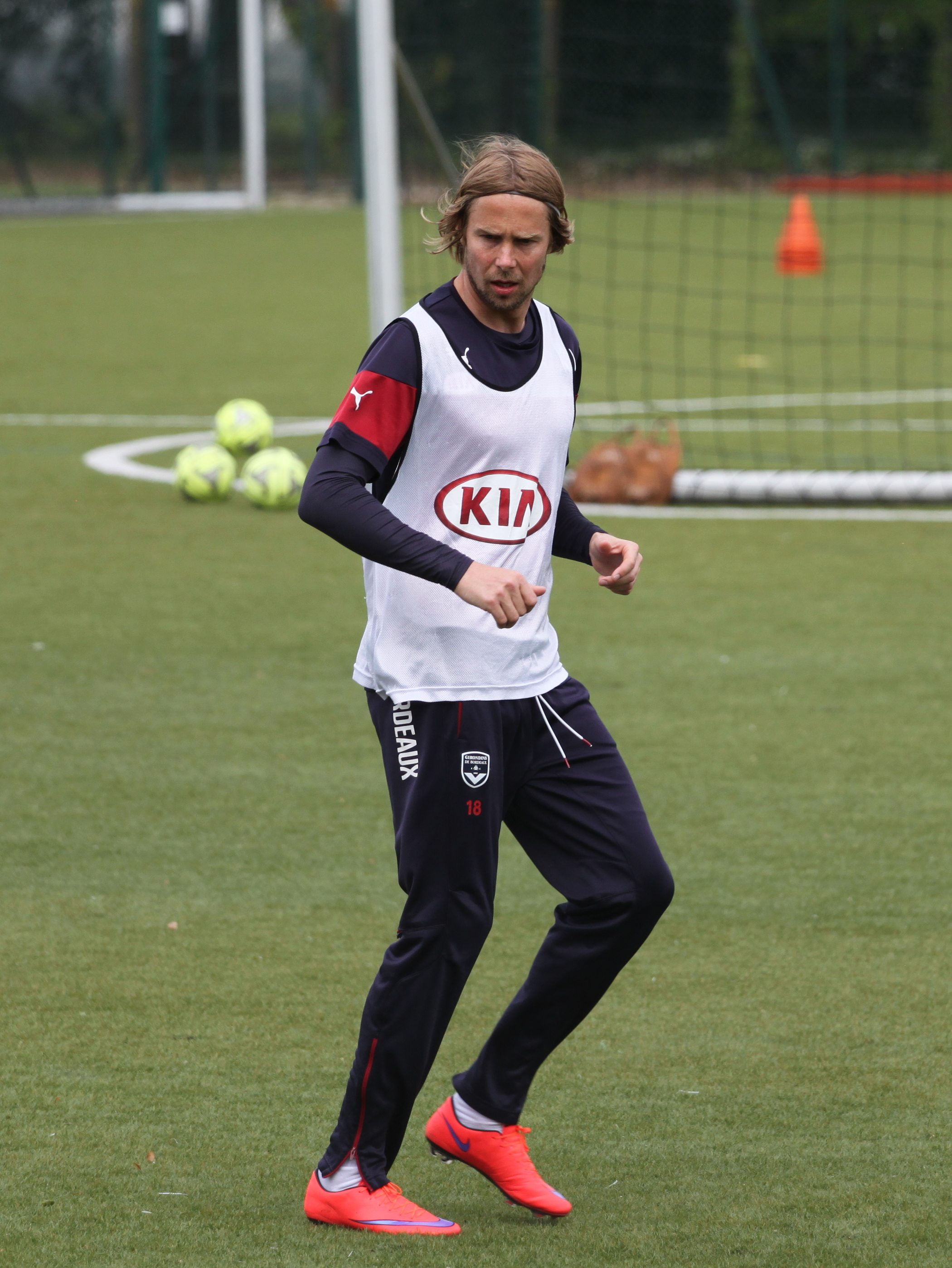
Plašil edzés közben a Bordeaux csapatában, 2015. április

2009. június 8-án Plašilt a Bordeaux négy évre igazolta. A Guingamp elleni Szuperkupa-döntőn debütált új csapatában, a mérkőzést pedig 2–0-ra megnyerte csapata. 2013. május 31-én csapatkapitányként vezette győzelemre csapatát a 2013-as Francia-Kupa döntőjében, amikor a Bordeaux 3–2-re legyőzte az Evian csapatát. 2010-ben szóbahozták a Sunderland csapatával, végül az üzlet meghíúsult.
2013. szeptember 2-án a Serie A-ban szereplő Catania csapatához került kölcsönbe. Összesen 29 alkalommal lépett pályára a szicíliai együttesben, szeptember 29-én pedig gólt szerzett a Chievo elleni 2–0-s győzelem alkalmával, amely az első győzelmük volt a szezonban.
2017. június 7-én egy évvel meghosszabbította szerződését. Hat hónappal később, a negyedosztályú US Granville elleni Francia Kupa-mérkőzésen az a három játékos egyike volt, akik piros lapot kaptak; végül Plašil öt mérkőzésre szóló eltiltást kapott, a mérkőzés pedig 2–1-es vereséggel ért véget.
2019 júliusában bejelentette visszavonulását. Ezután csatlakozott a francia ötödosztályban szereplő Bordeaux tartalékcsapatának edzői stábjához.

### A válogatottban

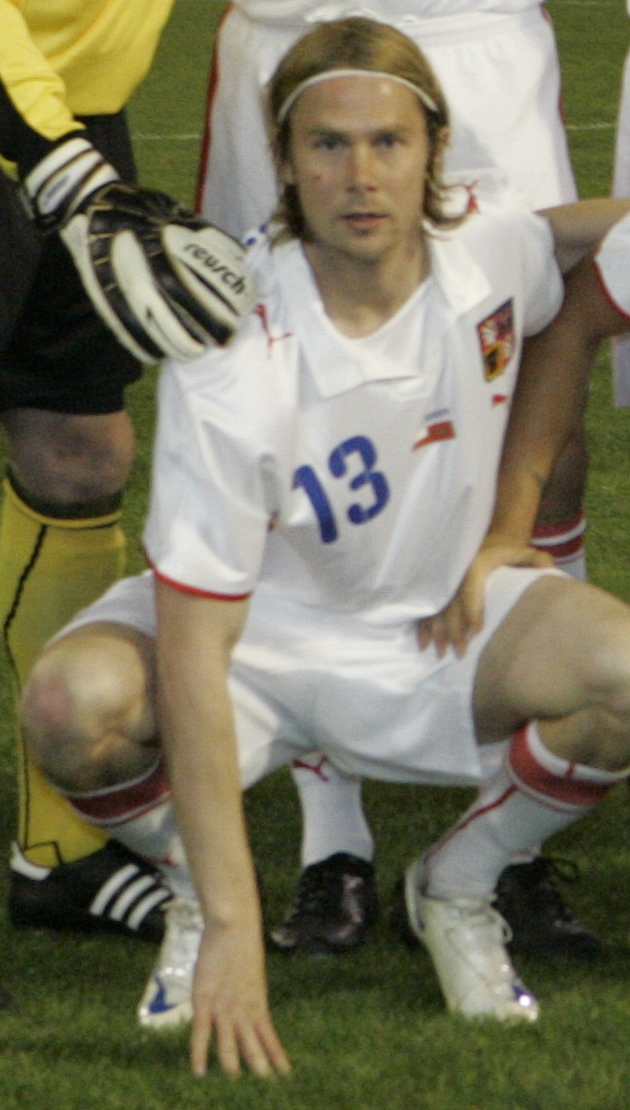
Plašil a Marokkó elleni barátságos mérkőzésen, 2009-ben

2004. március 31-én debütált a felnőtt válogatottban az Írország ellen 2–1-re elveszített barátságos mérkőzésen, Martin Jiráneket váltotta az utolsó 21 percre. A következő mérkőzésén, június 2-án megszerezte első gólját a válogatottban a Bulgária ellen 3–1-re megnyert barátságos mérkőzésen. Részt vett a Portugáliában megrendezett 2004-es Európa-bajnokságon, ahol csapatával az elődöntőig jutott; azonban csak egyetlen mérkőzésen lépett pályára, a szomszédos Németország ellenin, amelyen 2–1-es győzelmet aratott csapatával.
Mindhárom csoportmérkőzésen pályára lépett a 2006-os németországi FIFA-világbajnokságon, amely az első világbajnoksága volt Csehországnak Csehszlovákia felbomlása óta. Csapatával végül a harmadik helyen végzett a csoportban, és kiesett a tornáról. Összesen 13 alkalommal játszott a 2008-as Eb-selejtezőjében, 2007. október 17-én pedig góllal vette ki a részét a Németország elleni 3–0-s győzelemből az Allianz Arénában, amellyel csapata kijutott a tornára. A Európa-bajnokság alatt Plašil minden mérkőzésen kezdett, és gólt is szerzett Törökország ellen az utolsó csoportmérkőzésen, amelyet végül 3–2-re elveszített csapatával, így kiestek.
A 2012-es Európa-bajnokság során az összes mérkőzésen pályára lépett, azonban Csehország a negyeddöntőben 1–0-ra kikapott Portugália ellen. 2016. június 5-én az Eb-t megelőző barátságos mérkőzésen, Dél-Korea ellen játszotta 100. mérkőzését a válogatottban. A 2016-os Európa-bajnokságon is részt vett, mindhárom csoportmérkőzésen játszott, Csehország két vereséggel és egy döntetlennel fejezte be a csoportkört.

#### Góljai a cseh válogatottban
| #  | Dátum               | Ellenfél      | Eredmény | Kiírás              | Esemény         |
| -- | ------------------- | ------------- | -------- | ------------------- | --------------- |
| 1. | 2004. június 2.     | Bulgária      | 3 – 1    | Barátságos mérkőzés | 70' 74'         |
| 2. | 2007. október 17.   | Németország   | 3 – 0    | Eb-selejtező        | 63'             |
| 3. | 2008. június 15.    | Törökország   | 2 – 3    | Eb-csoportkör       | 62' 80'         |
| 4. | 2009. október 10.   | Lengyelország | 2 – 0    | Vb-selejtező        | 72'             |
| 5. | 2011. március 25.   | Spanyolország | 1 – 2    | Eb-selejtező        | 29'             |
| 6. | 2011. szeptember 3. | Skócia        | 2 – 2    | Eb-selejtező        | 60' 78'         |
| 7. | 2016. május 27.     | Málta         | 6 – 0    | Barátságos mérkőzés | 15' a szünetben |

## Statisztika

### Klubcsapatokban
| Klub                 | Szezon           | Bajnokság        | Bajnokság | Bajnokság | Kupa  | Kupa  | Nemzetközi | Nemzetközi | Összes | Összes |
| Klub                 | Szezon           | Liga             | Mérk.     | Gólok     | Mérk. | Gólok | Mérk.      | Gólok      | Mérk.  | Gólok  |
| -------------------- | ---------------- | ---------------- | --------- | --------- | ----- | ----- | ---------- | ---------- | ------ | ------ |
| Monaco               | 2001–02          | Ligue 1          | 4         | 0         | 0     | 0     | 0          | 0          | 4      | 0      |
| Monaco               | 2002–03          | Ligue 1          | 4         | 0         | 0     | 0     | 0          | 0          | 4      | 0      |
| Monaco               | 2003–04          | Ligue 1          | 34        | 2         | 0     | 0     | 10         | 1          | 44     | 3      |
| Monaco               | 2004–05          | Ligue 1          | 24        | 1         | 0     | 0     | 5          | 0          | 29     | 1      |
| Monaco               | 2005–06          | Ligue 1          | 21        | 1         | 6     | 0     | 0          | 0          | 27     | 1      |
| Monaco               | 2006–07          | Ligue 1          | 30        | 1         | 1     | 0     | 0          | 0          | 31     | 1      |
| Monaco               | 2007–08          | Ligue 1          | 4         | 0         | 0     | 0     | 0          | 0          | 4      | 0      |
| Monaco               | Összesen         | Összesen         | 121       | 5         | 7     | 0     | 15         | 1          | 143    | 6      |
| Créteil (kölcsönben) | 2002–03          | Ligue 2          | 14        | 0         | 0     | 0     | —          | —          | 14     | 0      |
| Osasuna              | 2007–08          | La Liga          | 34        | 4         | 1     | 0     | —          | —          | 35     | 5      |
| Osasuna              | 2008–09          | La Liga          | 32        | 4         | 0     | 0     | —          | —          | 32     | 4      |
| Osasuna              | Összesen         | Összesen         | 66        | 8         | 1     | 0     | 0          | 0          | 67     | 8      |
| Bordeaux             | 2009–10          | Ligue 1          | 34        | 2         | 7     | 2     | 9          | 1          | 50     | 5      |
| Bordeaux             | 2010–11          | Ligue 1          | 38        | 4         | 4     | 0     | —          | —          | 42     | 4      |
| Bordeaux             | 2011–12          | Ligue 1          | 38        | 3         | 2     | 0     | —          | —          | 40     | 3      |
| Bordeaux             | 2012–13          | Ligue 1          | 33        | 2         | 6     | 0     | 10         | 0          | 49     | 2      |
| Bordeaux             | 2013–14          | Ligue 1          | 4         | 0         | 1     | 0     | —          | —          | 5      | 0      |
| Bordeaux             | 2014–15          | Ligue 1          | 34        | 0         | 4     | 0     | —          | —          | 38     | 0      |
| Bordeaux             | 2015–16          | Ligue 1          | 27        | 3         | 6     | 1     | 4          | 0          | 37     | 4      |
| Bordeaux             | 2016–17          | Ligue 1          | 37        | 1         | 8     | 1     | 0          | 0          | 45     | 2      |
| Bordeaux             | 2017–18          | Ligue 1          | 22        | 0         | 2     | 0     | 2          | 0          | 26     | 0      |
| Bordeaux             | 2018–19          | Ligue 1          | 23        | 0         | 3     | 0     | 9          | 0          | 35     | 0      |
| Bordeaux             | Összesen         | Összesen         | 290       | 15        | 43    | 4     | 34         | 1          | 367    | 20     |
| Catania (kölcsönben) | 2013–14          | Serie A          | 28        | 1         | —     | —     | —          | —          | 28     | 1      |
| Karrier összesen     | Karrier összesen | Karrier összesen | 519       | 29        | 51    | 4     | 49         | 2          | 619    | 35     |

Jegyzetek
1. ↑  Tartalmazza: Coupe de France, Coupe de la Ligue, Trophée des Champions, Copa del Rey.
2. ↑  Tartalmazza: Európa-liga, UEFA-szuperkupa, Bajnokok Ligája.

### A válogatottban
| Válogatott | Év       | Mérk. | Gólok |
| ---------- | -------- | ----- | ----- |
| Csehország | 2004     | 4     | 1     |
| Csehország | 2005     | 6     | 0     |
| Csehország | 2006     | 13    | 0     |
| Csehország | 2007     | 10    | 1     |
| Csehország | 2008     | 11    | 1     |
| Csehország | 2009     | 8     | 1     |
| Csehország | 2010     | 8     | 0     |
| Csehország | 2011     | 9     | 2     |
| Csehország | 2012     | 11    | 0     |
| Csehország | 2013     | 9     | 0     |
| Csehország | 2014     | 2     | 0     |
| Csehország | 2015     | 6     | 0     |
| Csehország | 2016     | 6     | 1     |
| Összesen   | Összesen | 103   | 7     |

## Sikerei, díjai
AS Monaco
- UEFA-bajnokok ligája ezüstérmes: 2003–04

 Bordeaux
- Francia szuperkupa-győztes: 2009
- Francia kupagyőztes: 2012–13

## Fordítás
Ez a szócikk részben vagy egészben  a   Jaroslav Plašil című angol Wikipédia-szócikk fordításán alapul.  Az eredeti cikk szerkesztőit annak laptörténete sorolja fel. Ez a jelzés csupán a megfogalmazás eredetét és a szerzői jogokat jelzi, nem szolgál a cikkben szereplő információk forrásmegjelöléseként.